# Li Tie (réalisateur)
Pour les articles homonymes, voir Li Tie.
Li Tie (également connu sous les noms Tit Lee et Tieh Li) est un acteur, réalisateur et scénariste chinois né le 3 janvier 1913 à Guangdong (République de Chine) et décédé le 27 septembre 1996 à Hong Kong.

## Biographie
Au cours de sa carrière, Li Tie a réalisé plus d'une soixante dizaine de films. En 2005, pour célébrer un siècle de cinéma chinois, les Hong Kong Film Awards ont sélectionné une liste des cent meilleurs films chinois de tous les temps (qui comporte en réalité 103 films). Trois d'entre eux ont été réalisés par Li Tie. In the Face of Demolition (en) (1953) à la 18e place, The Purple Hairpin (1959) à la 51e place, et Feast of a Rich Family (1959), qu'il coréalisa avec Lee Sun-Fung (en), Ng Wui et Lo Ji-Hung, à la 84e place.

## Filmographie

### comme acteur
- 1932 : Gunshot at Midnight (Ye ban qiang sheng) : Chow, Wai-yuen
- 1953 : Sunrise (Ri chu) : Mr. Liang
- 1954 : This Wonderful Life (Jin xiu ren sheng)
- 1955 : Love (id) (Ai)

### comme réalisateur
- 1936 : House Number 66 (Liu shi liu hao wu)
- 1937 : Si ben
- 1937 : Song of Life (Ren sheng qu)
- 1937 : Fu huo
- 1939 : The Lone Swan (Duan hong ling yan ji)
- 1939 : The Wastrel (Da lang a dou guan)
- 1940 : The Seductive Woman (Xiao hun liu)
- 1940 : Poor Souls (Renhai lehen)
- 1941 : The Dandy (Qian jin zhi zi)
- 1947 : Hot-tempered Liang's Adventures in Hong Kong (Zhu jing liang da nao Xianggang)
- 1947 : Where Is the Lady's Home (He chu shi nong jia)
- 1947 : War Criminal No. 1 (Di yi hao zhan fan)
- 1948 : The Remorseful Rich (Zhu men yuan)
- 1948 : Villain (Yi guan qin shou)
- 1948 : A nu
- 1950 : Zhen zhu da
- 1950 : Kiss Me Again, My Love (Yuan lang chong wen qie zhu chen)
- 1950 : Kaleidoscope (Ren hai wan hua tong)
- 1950 : Big Sword Wang Wu (Da dao Wang Wu zue zhan xiao ba wang)
- 1951 : Big Sword Wang Wu's Revenge (Da dao Wang Wu yu xie jian chou ji)
- 1951 : Mutual Affections (Lian wo liang qing)
- 1951 : Sail on to Success (Yi fan feng shun)
- 1952 : Girl in Red (Yi zhang hong)
- 1952 : Lonely Moon on a Lonely Bed (Yi wan mei yue ban han qin)
- 1952 : Return of the Soul (Zhu ying zhao hun fu)
- 1952 : The Gold and the Beauty (Huang jin mei ren)
- 1952 : A Sweet Girl's Fancies (Yu nu fan xin)
- 1953 : Bird in the Sunset (Luo xia gu wu)
- 1953 : In the Face of Demolition (en) (Wei lou chun xiao)
- 1954 : The Dream Encounter Between Emperor Wu of Han and Lady Wei (Han Wu di meng hui Wei fu ren)
- 1954 : Belle in Penang (Bin cheng yan)
- 1954 : This Wonderful Life (Jin xiu ren sheng)
- 1954 : Mrs. Cheng (Cheng da sao)
- 1955 : Her Unrequited Love (Hong fen piao ling wei liao qing)
- 1955 : Love (id) (Ai)
- 1955 : Love Part 2 (Ai xia ji)
- 1955 : Everlasting Love (Tian chang di jiu)
- 1956 : Love and Hate (Bi xue en chou wan gu qiing)
- 1956 : The Sad Wife in a Grand House (Zhu men yuan)
- 1956 : The King and the Beauty (Ba wang yao ji)
- 1958 : The Tragic Story of Shanbo Liang and Yingtai Zhu (Liang Zhu hen shi)
- 1958 : Heng dao duo ai
- 1958 : Murderer in Town (Xiang cheng xiong ying)
- 1959 : Snow Storm in June (Liu yue xue)
- 1959 : Butterfly and Red Pear (Die ying hong li ji)
- 1959 : The Purple Hairpin (Zi chai ji)
- 1959 : Feast of a Rich Family (Hao men ye yan)
- 1959 : One Death, Three Criminals (Yi ming san xiong shou)
- 1960 : Blood Terror (Xue wu jing hun)
- 1960 : We Want to Live (Wo yao huo xia qu)
- 1961 : Father Is Back (Huo ku you lan)
- 1962 : Vampire Woman (Xi xue fu)
- 1962 : The Princess Presents the Petition (Nu fu ma jin dian ming yuan)
- 1962 : Lotus in the Rain (Bao yu hong lian)
- 1963 : The Dragon Lady (Long nu san niang)
- 1963 : The Millionaire's Daughter (Qian jin zhi nu)
- 1963 : An Ill-Fated Woman (Qing he bao ming)
- 1964 : Bitter Love (Ku lian)
- 1964 : Men and Women (Nan nan nu nu)
- 1964 : The Bloody Paper Man (Xue zhi ren)
- 1965 : The Lost Pearl (Cang hai yi zhu)
- 1966 : Eternal Love (Qi cai hu bu gui)
- 1966 : The Long Voyage Home (Bi hai qing tian ye ye xin)
- 1966 : Between Justice and Love (Fa wang qing si)
- 1966 : Duel in Moonlight Bay (Rou bo ming yue wan)
- 1967 : Love at First Sight (Yi jian chi qing)
- 1967 : Golden Masked Heroes (Jin mian xia)
- 1969 : The Little Warrior (Xiao wu shi)
- 1969 : Cheng jian li shi
- 1969 : The Gentleman Sword (Jun zi jian)
- 1971 : When Will It Rotate? (Chong feng)
- 1975 : Laugh in the Sleeve (San xiao yin yuan)
- 1975 : Old Master 'Q' (Lao fu zi)
- 1975 : The Running Mob (Gu huo lao xun chun)
- 1977 : Modern Secretaries (Gun nu wen lao chen)

### comme scénariste
- 1948 : The Remorseful Rich (Zhu men yuan)
- 1948 : A nu
- 1952 : The Gold and the Beauty (Huang jin mei ren)
- 1954 : Mrs. Cheng (Cheng da sao)
- 1958 : The Tragic Story of Shanbo Liang and Yingtai Zhu (Liang Zhu hen shi)